# Simón dice

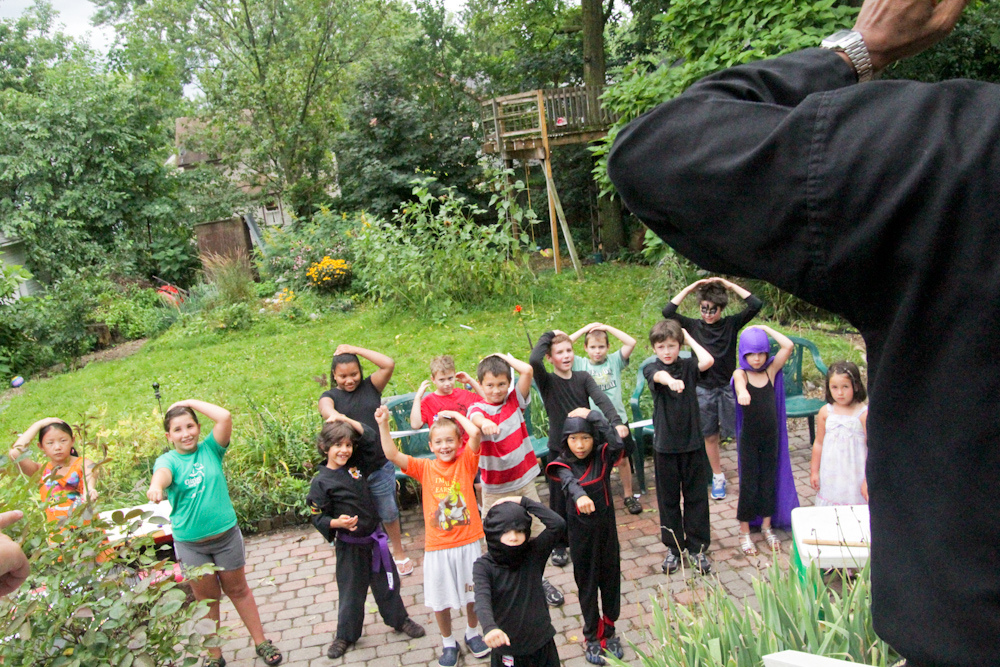
Niños jugando Simón dice

Simón dice es un juego para jugar  entre tres o más personas (a menudo, niños). Uno de los participantes es "Simón". Es decir, el que dirige la acción. Los demás deben hacer lo que Simón dice.
El truco está en la frase mágica "Simón dice". Si dice "Simón dice salta", los jugadores deben saltar o quedan eliminados. Si Simón dice simplemente "salta", no deben saltar o quedarán eliminados también. En general, es el espíritu del mandato lo que importa, no las acciones; si se dice "Simón dice que toques la punta del pie", el jugador debe intentar tocarse los dedos del pie. Lo que se pone en juego es la capacidad de distinguir entre las órdenes válidas e inválidas, más que demostrar la capacidad física de cumplir. Es tarea de Simón conseguir que cada participante quede eliminado lo antes posible, y cada participante debe tratar de permanecer 'dentro' todo lo posible. El último en mantenerse en el juego gana (aunque el juego no se juega siempre hasta el final).

## Referentes culturales

### Música
- Simon Says es una canción del rapero Pi'erre Bourne.
- Simon Says es una canción del rapero Pharoahe Monch.
- Jacques a dit es una canción de Christophe Willem.
- Simon dice es utilizado en la canción de reguetón "Pa' lo oscuro", interpretada por Wisin, Franco el Gorila y El Gato Yaviah.
- Simon Says es una canción del grupo surcoreano NCT127 (véase NCT).
- Simón dice es una canción de Cosculluela.

### Cine y televisión
- Simon Says es una película de terror del director William Dear, de 2006.
- Simon Say es el título de un capítulo de la serie Miraculous Ladybug.
- Simón dice es el título de una serie de comedia producida por Televisa en 2018.
- "Simon dice" es mencionado muchas veces en la película Die Hard with a Vengeance.
- Simón dice es el nombre del capítulo 118 de la tercera temporada de la telenovela argentina Casi ángeles.
- En un episodio de la serie infantil Backyardigans se parodia al juego Simón dice en el episodio "Sinbad navega solo".
- En un episodio de la serie infantil Dragon Tales se juega Simón dice con el personaje del mismo nombre, aunque el nombre es pronunciado en inglés (sai-mon) y no en español, sin acento en la o.
- En un episodio de Pocoyó hay una sección llamada Pulpo dice, referencia al juego
- En la serie de comedia mexicana Derbez en cuando, Eloy Ga.meno (Eugenio Derbez) menciona ese juego sin saber que uno de los criminales se llama Simón.
- Este juego también es utilizado en un episodio de Animaniacs, pero con juegos de palabras incoherentes por Yakko Warner a Simón.
- Es mencionado varias veces por el personaje Simon Phoenix, personaje que interpreta Wesley Snipes en la película Demolition Man (1993).
- En el capítulo 1 de la serie The Outer Limits, el científico Simón hace referencia al juego en distintas ocasiones.
- Simón dice es el nombre de una serie de cortos publicitarios de MTV Latinoamérica que salieron al aire en la segunda mitad del año 2006, donde un muñeco llamado Simón opina sobre diversos temas polémicos, comportándose de manera subversiva y utilizando un vocabulario muy fuerte.
- Simón dice es un personaje de Shrek 2.
- En la película Love, Simon, el personaje principal, Simon, usa el nombre francés del juego, "Jacques a dit", como inspiración para crear un seudónimo (Jacques).
- En la película El regalo, de Joel Edgerton (2015), el protagonista (Jason Bateman) ha utilizado este juego para su campaña en la escuela.